# German Open 2016
German Open 2016 — тенісний турнір, що проходив на ґрунтових кортах у місті Гамбург, Німеччина з 11 липня. Належав до категорії ATP World Tour 500, був турніром серії Hamburg European Open 2016 року.

## Фінальна частина

### Одиночний розряд
Мартін Кліжан —  Пабло Куевас 6–1, 6–4

### Парний розряд
Генрі Контінен /  Джон Пірс (тенісист) —  Деніел Нестор /  Айсам-уль-Хак Куреші 7–5, 6–3